# وسبی
وسبی (به آلمانی: Weesby) یک شهر در آلمان است که در اشلسویگ-فلنسبورگ واقع شده‌است. وسبی  ۴۷۴ نفر جمعیت دارد.